# 鈴木讓
鈴木 讓（すずき じょう、1960年 - ）は、日本の情報工学者。現職は大阪大学大学院基礎工学研究科教授。専門は情報理論、確率的グラフィカルモデル、機械学習、および数理情報学。

## 略歴 ・人物
東京都中野区出身。1979年神奈川県立厚木高等学校卒業後、1984年早稲田大学理工学部工業経営学科を卒業。1989年早稲田大学大学院理工学研究科博士課程単位取得退学、1993年2月博士（工学）。1989年4月から1992年3月まで早稲田大学理工学部助手、1992年4月から1994年3月まで青山学院大学理工学部助手、1994年4月から大阪大学理学部講師、1998年4月大阪大学大学院理学研究科准教授を経て、2017年4月より現職。日本のベイジアンネットワーク研究の第1人者である。

## 経歴[1]
- 1989年04月～1992年03月　早稲田大学理工学部助手。
- 1992年04月～1994年03月　青山学院大学理工学部助手。
- 1994年04月～1995年03月　大阪大学理学部講師。
- 1995年04月～1998年03月　大阪大学大学院理学研究科講師。
- 1995年09月～1997年03月　Stanford大学客員講師。
- 1998年02月～1998年04月　Brown大学客員科学者。
- 1998年04月～2007年03月　大阪大学大学院理学研究科助教授。
- 2001年09月～2002年08月　Yale大学客員助教授。
- 2007年04月～2016年03月　大阪大学大学院理学研究科准教授。
- 2017年04月～継続中　大阪大学大学院基礎工学研究科教授。

## 所属学会
- 人工知能学会
- 日本数学会
- 日本統計学会
- 日本行動計量学会
- アメリカ人工知能学会
- 計算機統計学会

## 著作

### 主著
- 『ベイジアンネットワーク入門―確率的知識情報処理の基礎』（培風館、2009年）[5]。
- 機械学習の数理100問シリーズ『統計的機械学習の数理 with R』(共立出版、2020年)
- 機械学習の数理100問シリーズ『統計的機械学習の数理 with Python』(共立出版、2020年)
- 機械学習の数理100問シリーズ『スパース推定 with R』(共立出版、2020年)
- 機械学習の数理100問シリーズ『スパース推定 with Python』(共立出版、2021年)
- Statistical Learning with Math and R (Springer, 2020年)

### 共編著
- 鈴木譲、植野真臣他（共編・著）『確率的グラフィカルモデル』（共立出版、 2016年）[6]。